# Monticella
Monticella (Montesèa in veneto) è un quartiere del comune di Conegliano, in provincia di Treviso. Esso si colloca nell'area orientale del comune, al confine con San Vendemiano e Castello Roganzuolo.
Tale quartiere, costituito da un colle e dall'area che ai piedi di esso si trova, è in piccola parte nel comune di San Vendemiano, dove si trova Villa Lippomano, capolavoro attribuito al Longhena.

## Luoghi d'interesse

### Chiese di Santa Maria delle Grazie
Due edifici sacri di interesse storico-architettonico, uno settecentesco ed uno novecentesco, sono la vecchia e la nuova sede della parrocchia della Madonna delle Grazie, la quale copre il territorio del quartiere di Monticella.

### Ville venete
L'area di Monticella è sede di numerose ville venete, situate sul dolce pendio del colle o ai suoi piedi: nella zona orientale sorge Villa Morpurgo, mentre nella zona centro-orientale sorgono Villa Moretti e Villa Soldera.

### Storia
Dalla collina di Monticella, guardando verso il centro storico di Conegliano, è possibile riconoscere la prospettiva del paesaggio cinquecentesco che il pittore Giovanni Battista Cima ha riprodotto sullo sfondo del suo quadro di Sant'Elena nel 1495.

## Galleria d'immagini

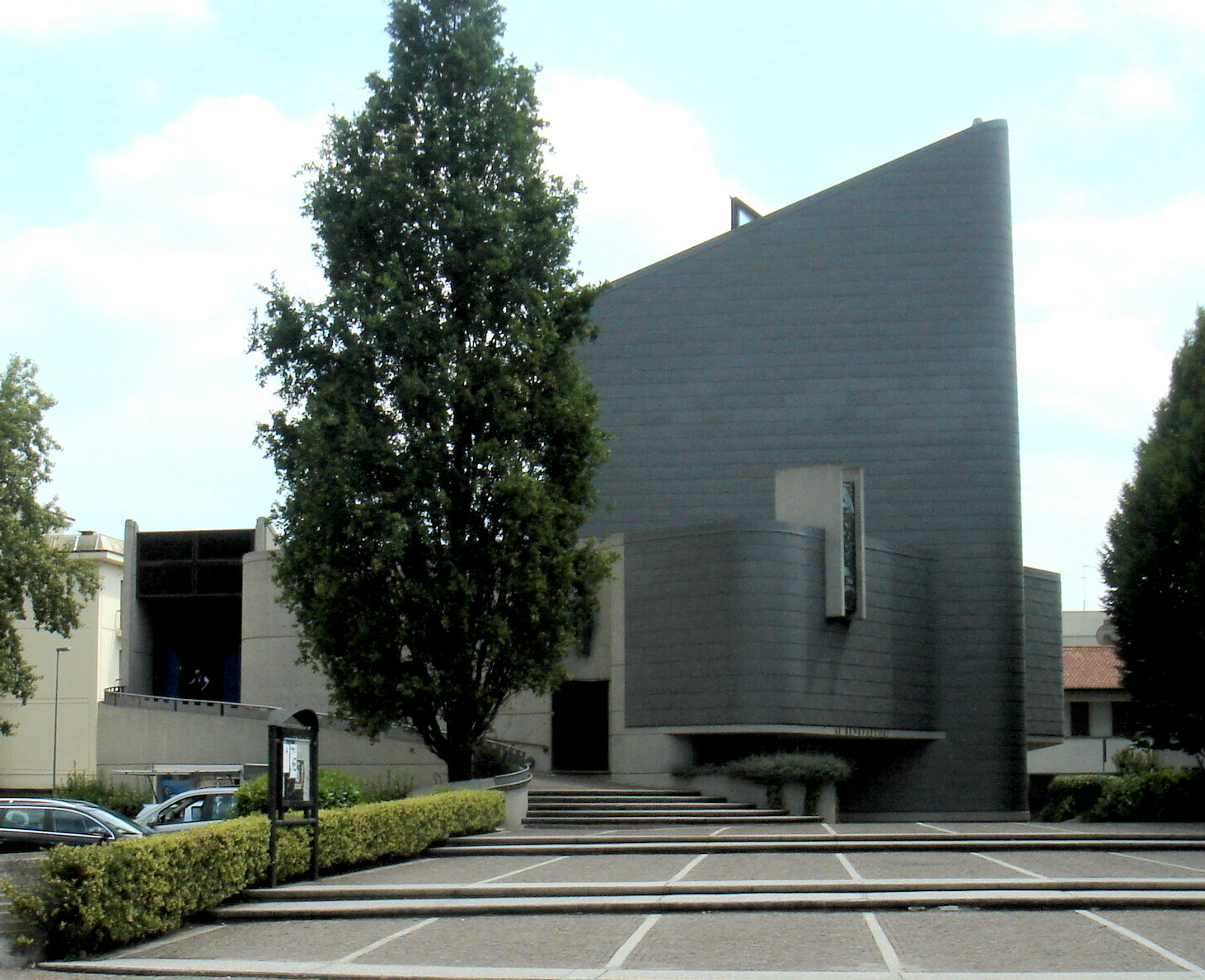
La Madonna delle Grazie
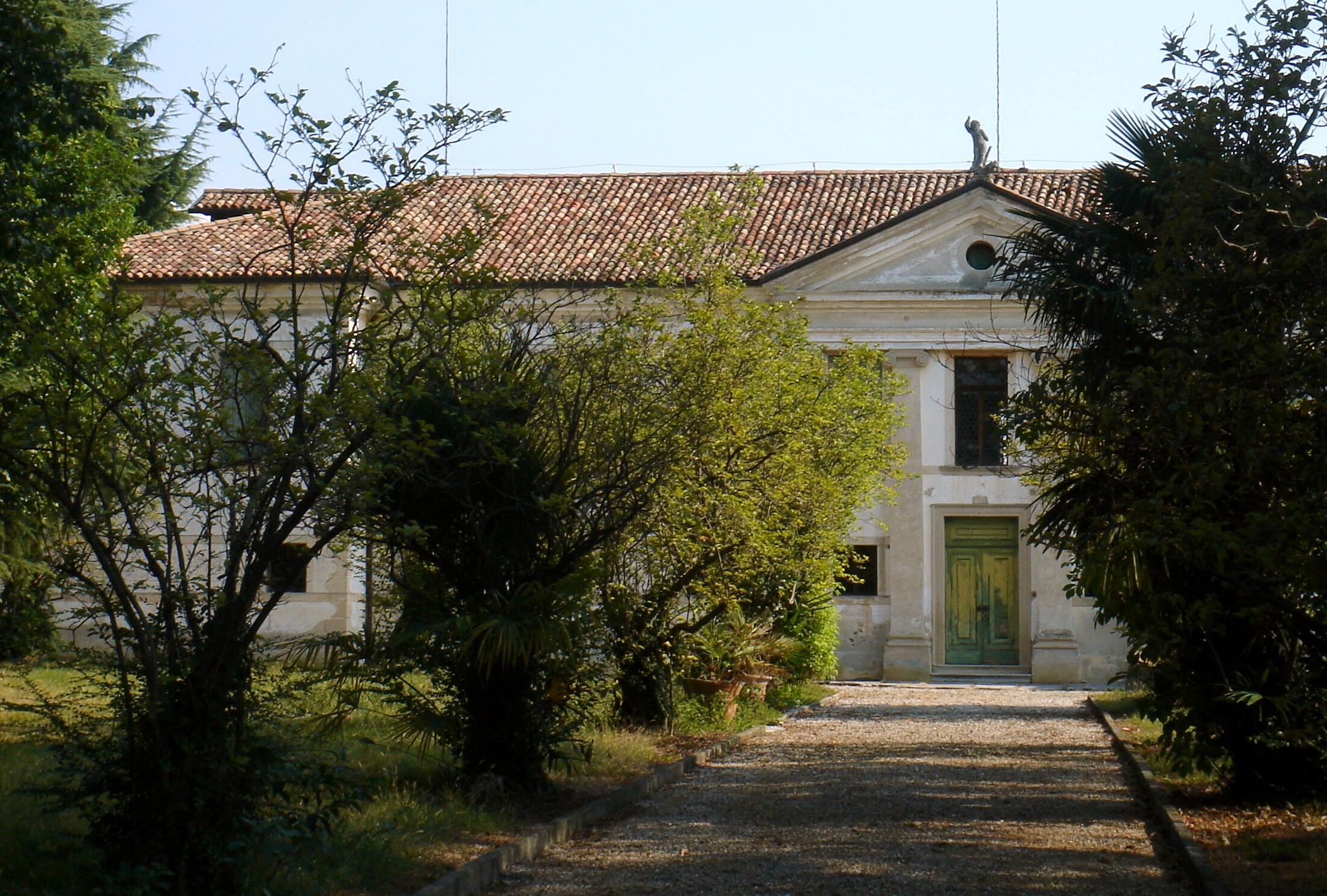
Villa Civran Morpurgo Pini-Puig
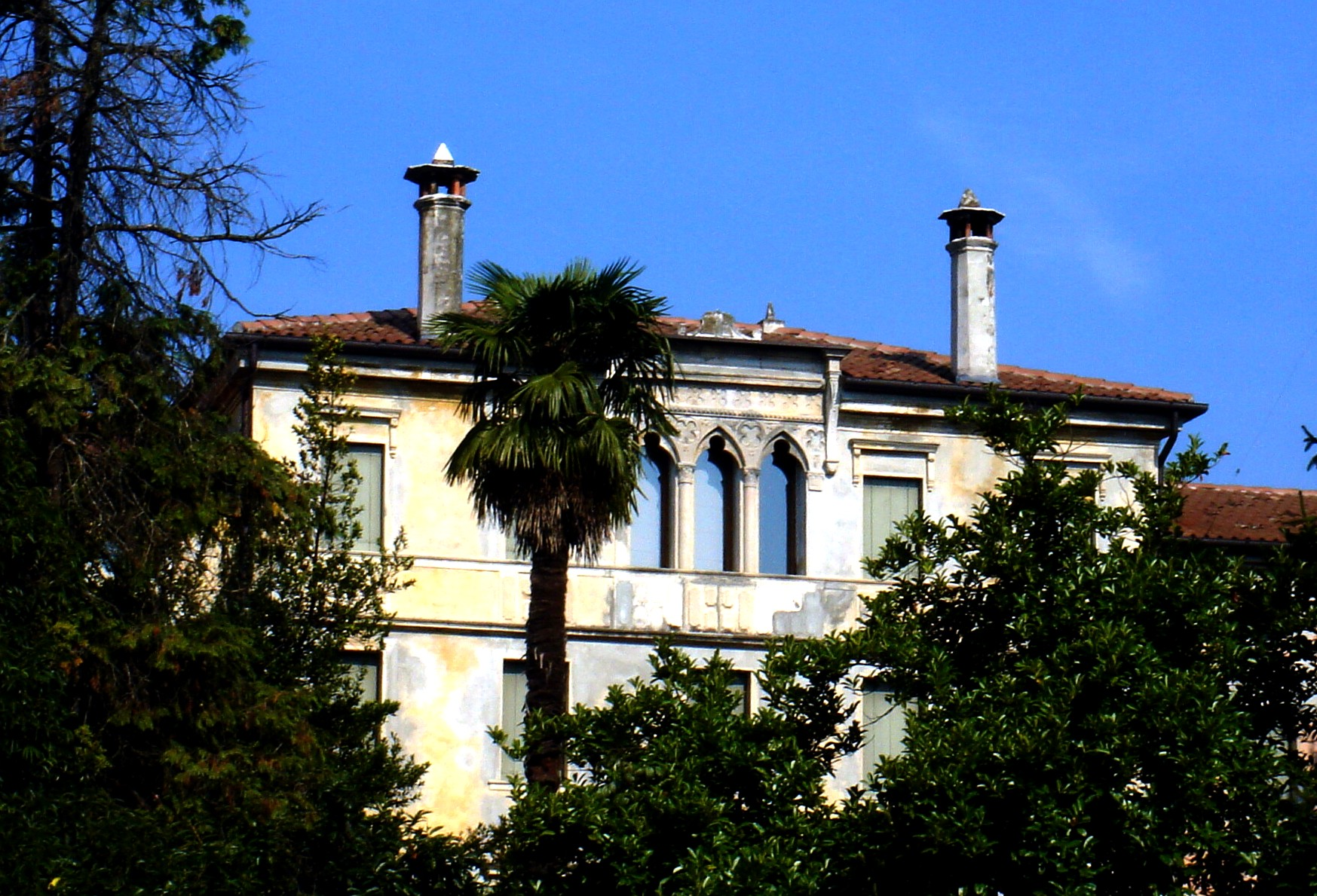
Villa Moretti
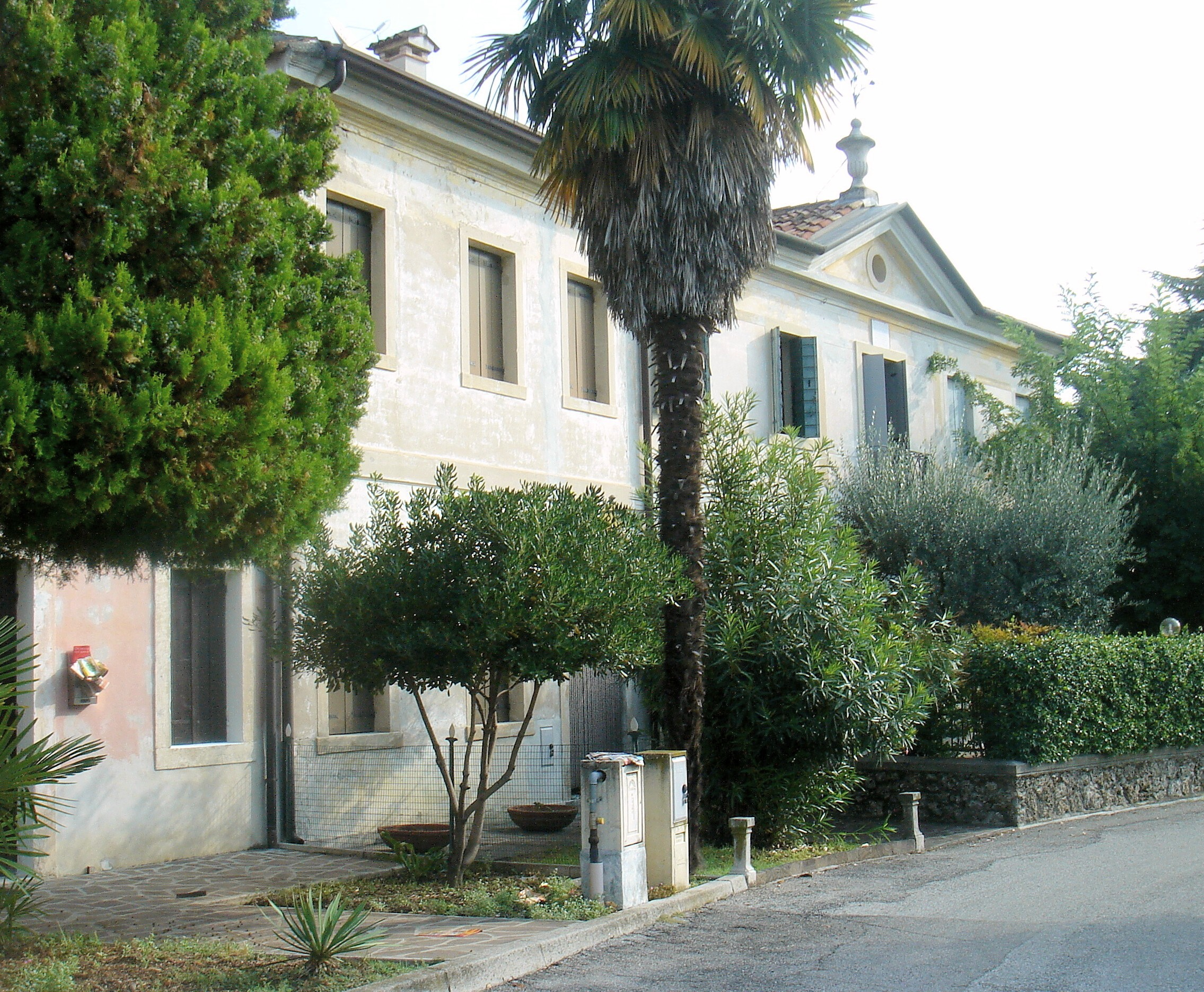
Villa Soldera